# Poesía náhuatl
La poesía náhuatl es un conjunto de poemas cosmogónicos —es decir que intentan explicar el origen del humano así como al amor, la belleza y el heroísmo; reflexionan sobre el sentido de la vida y expresan el sentimiento de la brevedad de la misma  de la servidumbre, es decir, haber nacido para servir a los dioses; además hacen con frecuencia presente a la muerte:  

...Tenemos que dejar esta tierra:

estamos prestados unos a otros...
fragmento de "Dolor del canto", Romances de los Señores de la Nueva España de Nezahualcóyotl.

...Aquí nadie vivirá por siempre.

Aún los príncipes a morir vinieron...
fragmento de "¿A dónde iremos?",  de Nezahualcóyotl.

En náhuatl la poesía se llamaba “flor y canto” (in xóchitl, in cuícatl), un rico nombre compuesto que describía simultáneamente varios aspectos de la actividad poética. “La flor-y-el-canto” consistía en un diálogo con el propio corazón, con lo divino, con el mundo y con el pueblo, y tenía mucha importancia en la sociedad de los nahuas. Los poetas eran príncipes o sacerdotes que representaban el sentimiento de la colectividad.
Los cantos e historias se aprendían de memoria, pero existían grandes carteles (algunos de los cuales se conservan en códices europeos) con diseños y signos fonéticos que el sacerdote indicaba con el dedo mientras entonaba el poema correspondiente. Esta actividad se llamaba “cantar pinturas”. Al cantor se le llama cuicamatini.
La poesía en náhuatl tiene y ha tenido un importante desarrollo a lo largo de muchos siglos, aún se pueden encontrar libros en los cuales se rescatan las formas de expresarse de los habitantes las antiguas civilizaciones que hablaban esta lengua; y en las comunidades de nahua-hablantes se pueden rescatar muy variadas formas de este importante arte. El náhuatl es aún hablado en muchas regiones de México inclusive por personas que tienen mínimo contacto con el español, por lo tanto conservan muy buena parte de su cultura.
Aunque principalmente estos poemas se transmitían oralmente de generación en generación por medio de cantos y rituales, se pueden rescatar diversos autores distinguidos a los cuales se les atribuyen muchos cantos en náhuatl, por ejemplo Nezahualcóyotl, su hijo Nezahualpiltzin, príncipes-sacerdotes como Tecayehuatzin, Temilotzin y Yoyontzin.
- Ejemplo de Poesía Náhuatl:

Ni hual choca in

ni hual icnotlamati

zan ca anicnihuan

azo toxochiuh on

¿ma ye ic ninapantiuh

can on Ximohuayan?

Nihuallaocoya.
Traducción:
Aquí me pongo a llorar

me pongo triste.

Soy solo un cantor

Vean, amigos míos

acaso con nuestras flores

¿he de vestirme allá donde

están los que no tienen cuerpo?

Me pongo triste
- Poema:

Quin ōctlamati noyōllo
niccaqui in cuīcatl,
niquitta in xōchitl
¡Māca in cuetlahuia in Tlālticpac!
- Traducción:

Al fin comprendí mi corazón
escucho el canto
veo las flores
¡Que no marchiten en la Tierra!
- poema:

nimitstlasojtla inon tetlakauilili
ma tlakatl ti tepetlakpayotl miyotl
nech katl tlalelchiualistli nech
neyoliximachilistli se sitlalxonekuili
aikmikini itech nikampa tetonali
- Traducción:

te amo esa es la herencia
que me da tu persona. eres
cumbre de luz en mi existencia
y un reproche inefable en mi
conciencia y una estela inmortal
dentro de mi alma

Nezahualcóyotl (1402 – 1472) (náhuatl: Nezahual.cóyōtl 'coyote hambriento') fue el monarca (tlatoani) de la ciudad-estado de Tezcuco en el México Antiguo. Nació el 28 de abril (según otras fuentes, el 4 de febrero) de 1402 en Texcoco (actualmente un municipio del Estado de México) en la actual República Mexicana y murió en 1472. Era hijo del sexto señor de los chichimecas, Ixtlixóchitl, que significa 'flor oscura' (īxtlīl- 'oscuro, negro', xōchitl 'flor') señor de la ciudad de Texcoco, y de la princesa mexica Matlalcihuatzin, hija del tlatoani azteca Huitzilíhuitl, segundo señor de Tenochtitlán. Al nacer, le fue asignado el nombre de Acolmiztli (náhuatl: Acōlmiztli, 'felino fuerte’) ?, pero las tristes circunstancias que rodearon su adolescencia hicieron que se cambiara el nombre por el de Nezahualcóyotl que significa «coyote que ayuna o coyote hambriento», entendiéndose el ayuno como una forma de sacrificio.
A principios del siglo XV el mayor centro de poder en la cuenca de México era Azcapotzalco, capital de los tepanecas. El señorío tepaneca bajo Tezozómoc tenía tintes tiránicos, y después de un relativo fracaso militar, mediante una conspiración palaciega logró expulsar de Texcoco y finalmente, dar muerte a Ixtlixóchitl, padre de Nezahualcóyotl. Tiempo después este tuvo la oportunidad de participar en una alianza con los mexicas, que además de vengar la muerte de su padre, logró derruir el poder tepaneca.
Una vez que recuperó el trono, Nezahualcóyotl gobernó Texcoco con valor y sabiduría. Asimismo, ganó reputación de sabio y obtuvo una justa fama como poeta. Su amplia formación intelectual se traducía en una elevada sensibilidad estética y un gran amor por la naturaleza, que quedaron reflejados no solo en la arquitectura de la ciudad, sino también en sus manifestaciones poéticas y filosóficas. Nezahualcóyotl llegó a construir un jardín botánico adornado con hermosas pozas de agua y acueductos en Tetzcotzingo, donde eran habituales las reuniones de poetas e intelectuales. Algunos historiadores han manifestado que aun cuando los acolhuas profesaban el politeísmo, él comenzó a desarrollar la idea de un dios único, al cual llamó Tloquenahuaque. Varios de sus versos se encuentran actualmente plasmados en los muros del Museo Nacional de Antropología en Ciudad de México 63 lenguas habladas en México son muchas pero ahora solo de esas 63 leguas solo se hablan 10.

## La Poesía Náhuatl se compone de los siguientes géneros según su temática
Los Teotlatolli: trataban sobre los orígenes del mundo y el universo divino.
- Los Teocuícatl: eran himnos en honor de los dioses.
- Los Xopancuícatl: eran cantos a la vida, a la alegría y la belleza del mundo.
- Los Xochicuícatl: eran exaltación de la amistad y la nobleza humana.
- Los Yaocuícatl: eran cantos guerreros y heroícos.
- Los Icnocuícatl: expresaban angustia, tristeza y reflexión sobre la muerte.
- Los Cuecuechcuícatl: cantos "traviesos", con contenido erótico